# 青春狂時代
『青春狂時代』（せいしゅんきょうじだい）は、ガガガSPの5thアルバム。2006年5月17日発売。発売元はソニー・ミュージック・レコーズ。

## 概要
初回版はDVD付。
全曲の作詞・作曲はコザック前田、編曲はガガガSPが担当している。

## 収録曲＆解説
1. 元町サンセット通り
前田が18歳のときに作詞・作曲したものをリメイクしたもの。
歌いだしの「元町サンセット通りは~、明るく照らされ~る」の部分はガガガSP初期メンバーの村上真樹が作り、その後の部分を大幅に変えて前田が作った。前田が作詞作曲のクレジットに村上の名前を入れたいと連絡したところ、「俺は前ちゃんと一緒にバンドをやる言うてたけど、途中でやめてしまった人間やから・・・クレジットなんかいらんよ。」と村上が言った。
やめたメンバーも応援してくれていると確信し、ガガガSPに対して前田がより強い思いを持った曲。
アルバム「俺様天才偉業集」にも収録された。
2. 人間なのさ
2006年4月に発売された12thシングル。
3. プロポーズ
2005年10月にシングルとしてリリースする予定だったが、ボツになってしまった。
この曲のリリース以降、前田は結婚式に呼ばれた時に歌っている。
ベース担当の桑原康伸の好きな曲。
4. 日進月歩
兵庫県姫路市にいる病気を持った子供とその母親に何かできることはないかと前田が思って作った曲。
5. 全ては変わった
2005年2月に発売された9thシングル「はじめて君としゃべった」のカップリング曲としても収録されている。
6. つなひき帝国2006〜しばきまわすぞ編〜
2005年5月に発売されたシングル「つなひき帝国/全国無責任時代」の「つなひき帝国」をアレンジしたもの。
シングルよりもテンポが速い。
7. すばらしき人生
最初のタイトルは「青春時代パートⅡ」。
シングルとしてリリースする予定だったがレコード会社の社長にダメだしをされアルバムとしてリリースすることになった。
ライブの人気曲でもあり、メンバーお気に入りの曲である。
2009年8月に日本テレビ系列で放送された「24時間テレビ愛は地球を救う」のガガガSPのコーナーの最後にこの曲が使われた。そのときは、前田とギター担当の山本聡がアコースティックギターを弾きながら歌った。
歌詞の「ポジティブ4割　ネガティブ6割、まぁそんなところでしょう」という部分は自分にしかかけないと自負している。
アルバム「俺様天才偉業集」にも収録された。
前田は、この曲を、このアルバムのテーマ曲としている。
8. 夏の匂い
9. さんま焼けたか
2006年1月に発売された11thシングル「夢のような日々」のカップリング曲としても収録されている。
10. 別れはフォークボール
当アルバム唯一の別れ曲。
11. 青春狂時代
この曲は前田がアコースティックギターを弾きながらソロで歌っている。
アルバムレコーディング最終日の前日に前田が家でギターを弾いてて5分で作った曲。
曲1曲できたから録っていいかどうか前田がメンバーに聞いて弾いてみたところ、「メチャクチャいい曲やないか!!こんなん早くもってこい!」と怒られたという。しかし、アレンジする時間がなく、弾き語りのまま収録することになった。その後は、バンドアレンジしてライブで頻繁に演奏される曲となった。
サビの「リリック　ソング　フォーユー」という歌詞は時間がなくて前田が適当にはぐらかすために英語っぽい言葉を入れているだけだという。
アルバム「俺様天才偉業集」にも収録された。